# Birgit Breuel

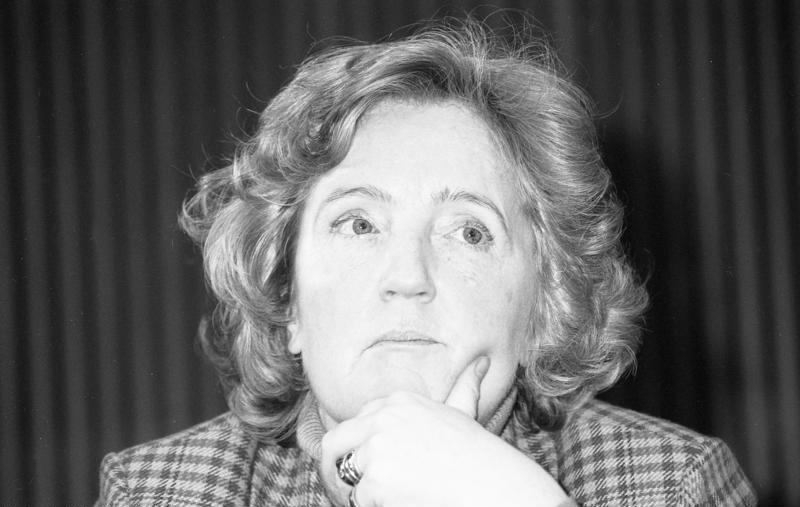
Birgit Breuel (1991)

Birgit Breuel, geborene Münchmeyer (* 7. September 1937 in Hamburg-Rissen), ist eine deutsche Politikerin (CDU). Sie war niedersächsische Wirtschaftsministerin und Finanzministerin, Präsidentin der Treuhandanstalt und Generalkommissarin der Expo 2000 in Hannover. Später wurde sie in zahlreichen Ehrenämtern tätig.

## Biografie
Birgit Münchmeyer entstammt einer ursprünglich niedersächsischen, seit 1846 Hamburger Familie von Kaufleuten und Privatbankiers. Sie ist als eines von fünf Kindern eine Tochter des Kaufmanns und Bankiers Alwin Münchmeyer (1908–1990), unter anderem Inhaber des Handels- und Bankhauses Münchmeyer & Co. in Hamburg und Präsident des DIHT, und der Gertrud Münchmeyer, geborene Nolte (1914–2007). Sie heiratete am 8. August 1959 den Hamburger Kaufmann Ernst-Jürgen Breuel (* 7. Oktober 1931 in Hamburg). Ihr Sohn Nikolaus war bis November 2010 Vorstandsvorsitzender der DB Fernverkehr AG.

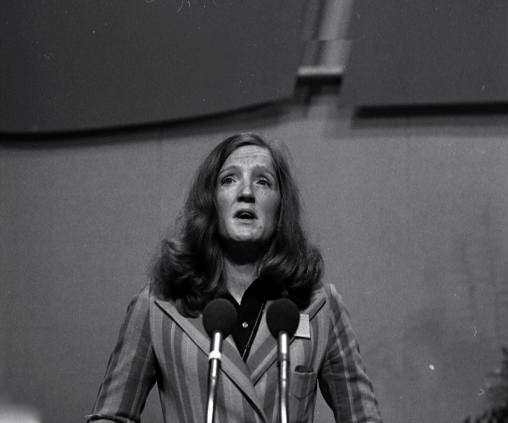
Birgit Breuel 1973 auf dem CDU-Bundesparteitag

Birgit Breuel studierte zunächst Politikwissenschaft an den Universitäten Hamburg, Oxford und Genf, jedoch ohne Studienabschluss. 1966 trat die gelernte Einzelhandelskauffrau in die CDU ein. Von 1970 bis zu ihrer Mandatsniederlegung am 28. Juni 1978 gehörte sie der Hamburgischen Bürgerschaft an. Von 1978 bis 1986 war sie niedersächsische Ministerin für Wirtschaft und Verkehr, danach bis 1990 niedersächsische Finanzministerin. Nach Amtsantritt erreichte sie als erste Frau die offizielle Einführung des Amtstitels Ministerin.
1990 wurde Breuel in die Geschäftsleitung der Treuhandanstalt gewählt, ein Jahr später folgte sie dem ermordeten Detlev Rohwedder als Präsidentin der Treuhandanstalt nach. Mit dem Ende der Tätigkeit der Treuhandanstalt am 31. Dezember 1994 beendete auch Breuel ihre Tätigkeit. Anschließend war sie Generalkommissarin der Weltausstellung Expo 2000 in Hannover. Danach zog sie sich überwiegend ins Privatleben zurück, war jedoch noch Mitglied in mehreren Aufsichtsräten. Zudem kümmert sie sich um die im Namen ihres 1990 verstorbenen Sohnes im Jahre 2001 gegründete Philip Breuel Stiftung, die es Kindern aus sozial schwachen Familien ermöglicht, sich kreativ und künstlerisch zu betätigen.

## Dokumentationen
Die ARD produzierte 2008 aus Anlass des 20. Jahrestags des Mauerfalls eine Dokumentation über Breuels Arbeit als Treuhandchefin. Sie trägt den Titel Die Treuhänderin – Ein Porträt der Birgit Breuel. Der Film wurde am 20. November 2009 erstmals gezeigt.
- D-Mark, Einheit, Vaterland, ein Dokufilm von Arte, 2019.[6][7]

## Auszeichnungen
- 1981: Großes  Verdienstkreuz des Verdienstordens der Bundesrepublik Deutschland
- 1984: Großes  Verdienstkreuz mit Stern des Verdienstordens der Bundesrepublik Deutschland
- 1990: Großes Goldenes Ehrenzeichen mit dem Stern für Verdienste um die Republik Österreich[8]
- 1992: Hanns Martin Schleyer-Preis
- 1994: Bernhard-Harms-Medaille des Instituts für Weltwirtschaft Kiel[9]
- 1994: Georg Agricola-Denkmünze der Gesellschaft der Metallurgen und Bergleute (GDMB)[10]
- 1994: Großes  Verdienstkreuz mit Stern und Schulterband des Verdienstordens der Bundesrepublik Deutschland
- 2001: Niedersächsische Landesmedaille und Großes Verdienstkreuz des  Niedersächsischen Verdienstordens

## Veröffentlichungen
- Es gibt kein Butterbrot umsonst. Düsseldorf u. a. 1976, ISBN 3-430-11534-5.
- Den Amtsschimmel absatteln. Weniger Bürokratie, mehr Bürgernähe. Düsseldorf u. a. 1979.
- Perspektiven des Aufbruchs. Aus Fehlern lernen. Düsseldorf u. a. 1983, ISBN 3-430-11544-2.
- Der Mensch lebt nicht von Umsatzzahlen. Wie ich Politik verstehe. Busse Seewald, Herford 1983, ISBN 3-512-00792-9.
- (Hrsg.): Treuhand intern. Tagebuch. Ullstein, Frankfurt a. M./Berlin 1993, ISBN 3-548-36614-7.
- (Hrsg.): Agenda 21. Vision, nachhaltige Entwicklung. Campus, Frankfurt/M., New York 1999. ISBN 978-3-593-36033-1.
- (Hrsg.): Das EXPO-Buch: Offizieller Katalog zur EXPO 2000 mit CD-ROM/EXPO 2000 Hannover, die Weltausstellung in Deutschland, 1. Juni – 31. Oktober 2000. Bertelsmann, Gütersloh 2000. ISBN 3-570-00343-4.
- (Hrsg.): Ohne historisches Vorbild. Die Treuhandanstalt 1990 bis 1994 – eine kritische Würdigung. Bostelmann und Siebenhaar, Berlin 2005, ISBN 3-936962-15-4.